# Uruguay en los Juegos Olímpicos de Múnich 1972
Uruguay estuvo representado en los Juegos Olímpicos de Múnich 1972 por un total de 13 deportistas, 10 hombres y 3 mujeres, que compitieron en 5 deportes.
El portador de la bandera en la ceremonia de apertura fue el atleta Darwin Piñeyrúa. El equipo olímpico uruguayo no obtuvo ninguna medalla en estos Juegos.